# 花溪街道
花溪街道，是中华人民共和国重庆市巴南區下辖的一个乡镇级行政单位。

## 行政区划
花溪街道下辖以下地区：
清溪园社区、土桥正街社区、屏都社区、王家坝社区、苦竹坝社区、走马梁社区、新工地社区、经建社区、道角社区、重工社区、民主社区、红光社区、岔路口社区、陈家湾社区、学堂湾社区、岔路口村、民主村、建新村、花溪村、新屋村和先锋村。